# Élections régionales italiennes de 2014
Les élections régionales italiennes de 2014 se sont déroulées durant l'année et ont permis le renouvellement des conseils régionaux et de leurs présidents dans 5 régions.

## Résultats

### Liste des élus
| Région         | Élection    | Président sortant   | Parti | Parti | Coal. | Coal. | Président élu      | Parti | Parti | Coal. | Coal. |
| -------------- | ----------- | ------------------- | ----- | ----- | ----- | ----- | ------------------ | ----- | ----- | ----- | ----- |
| Sardaigne      | 16 février  | Ugo Cappellacci     |       | FI    |       | CDX   | Francesco Pigliaru |       | PD    |       | CSX   |
| Piémont        | 25 mai      | Roberto Cota        |       | LN    |       | CDX   | Sergio Chiamparino |       | PD    |       | CSX   |
| Abruzzes       | 25 mai      | Giovanni Chiodi     |       | FI    |       | CDX   | Luciano D'Alfonso  |       | PD    |       | CSX   |
| Calabre        | 23 novembre | Giuseppe Scopelliti |       | NCD   |       | CDX   | Mario Oliverio     |       | PD    |       | CSX   |
| Émilie-Romagne | 23 novembre | Vasco Errani        |       | PD    |       | CSX   | Stefano Bonaccini  |       | PD    |       | CSX   |